# アオコ
アオコ（青粉）とは、富栄養化が進んだ湖沼等において藍藻（シアノバクテリア）が大量に増殖し、水面を覆い尽くすほどになった状態、およびその藻類を指す。粒子状の藻体がただよって水面に青緑色の粉をまいたように見えることから、「青粉（あおこ）」と呼ばれるようになったと考えられる。

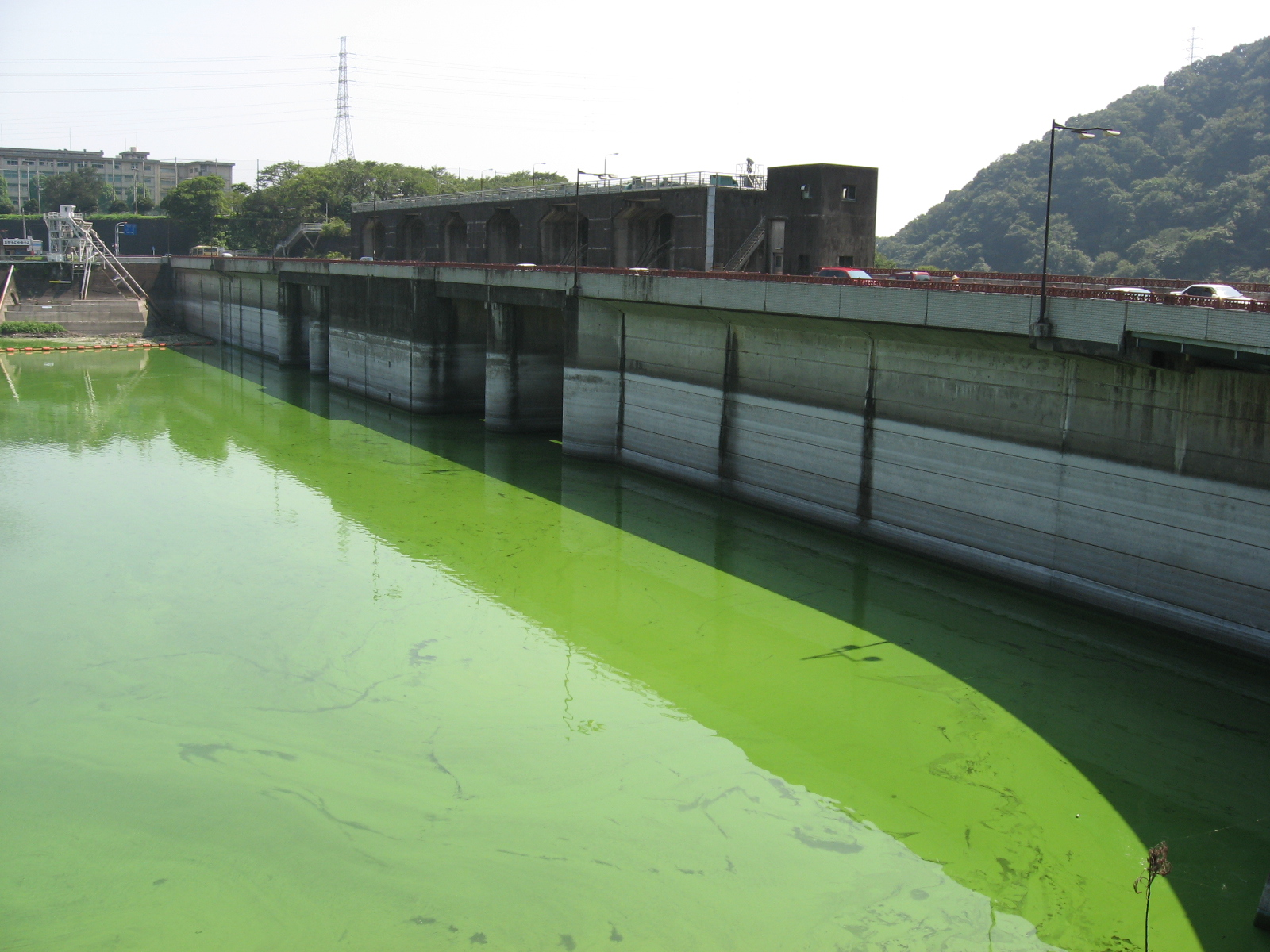
アオコが大発生した津久井湖

## 概要
水の華の一形態で、藍藻だけではなく、緑藻やミドリムシによるものもアオコと呼ぶ場合もあるが、近年では藍藻主体である場合を指すことが多い。アオコに似た現象としては、ミドリムシの大増殖や浮草の浮遊、緑藻の繁殖などが挙げられ、専門家でも見間違う場合がある。
アオコには独特の臭いがあり、発生場所や季節によって緑色の程度が異なる。甚だしいものは、ペンキに喩えられるほど色が濃くなる。
かつて「アオコ」の呼称は、構成藻類の代表種 Microcystis aeruginosa の別名として使われた。この藍藻はガス胞を持ち、寒天質で覆われた群体を形成するため、アオコとして観測されやすい。
湖沼や環境、季節によって、観察される種は変化する。以下はよく見られる属名。
藍藻
- ミクロキスティス属 Microcystis
- アナベナ属 Anabaena
- アナベノプシス属 Anabaenopsis

緑藻
- クロレラ属 Chlorella
- イカダモ属 Scenedesmus
- クラミドモナス属 Chlamydomonas

## 被害
アオコが発生すると様々な不都合が生じる。
人間社会においては、湖沼自体の利用障害となる（例えば鯉をはじめとする養魚、淡水漁業、近隣の生活環境、親水、観光産業など）ほか、取水源として利用する水道水の異臭・異味の原因となったり、さらには人や家畜への健康被害も懸念される。2007年に中国の太湖でアオコが大発生した際には、住民の飲用水確保が大きな問題となった。また、湖沼周辺の生態系など自然環境を損なうおそれも高い。
遮光によるもの
水面をアオコが覆うと、水草などの水生植物は光合成ができず死滅する。水草の森は、魚類の産卵や稚魚の成育場所として重要であり、その消滅は生態系の破綻を招くおそれがある。
酸欠によるもの
夜間の呼吸作用により溶存酸素が消費され、魚類などの動物が酸素欠乏により死滅する。湖沼は河川に比べて酸素の供給効率が低く、新鮮水による洗い流し効果も無いため、酸欠を招きやすい。また、アオコの死骸が湖底で腐敗すると、硫化水素などの還元性物質が発生し、やはり酸素を消耗する。
毒素によるもの
藍藻には非リボソームペプチドであるミクロシスチン (Microcystin-LR、略:MC-LR)などの毒素を生産する個体群が含まれており、赤潮と同様に魚類のエラを閉塞させ窒息させるほか、毒素によりカモなどの鳥類（アイガモ）の肝臓組織に蓄積し斃死を引き起こすことがある。また、アメリカ、オーストラリアなど放牧が盛んな国では、飲用した家畜の斃死被害が多発している。ヒトに対しても、1996年にブラジルで、肝不全による死者50名を出す事件が報告されているほか、発癌性（肝臓ガン）も指摘されている。

## 対策
浄水場での高度処理など各種の対策が研究・実用化されているが、アオコそのものを減少・消滅させるためには、湖沼の富栄養化を解消（特にリン濃度を低下）するなど根本的な対策が必要となる。すなわち下水処理における脱リン・脱窒素の高度処理の導入、流域農地での肥料使用量の適正化などである。
一方、対症療法的にアオコを増殖抑制或いは除去する技術の例（技術開発中を含む）として、
1. 汲み上げ濾過（湖沼水を汲み上げ、アオコを漉し取って水を戻し、アオコは脱水、処分する）
2. 深層曝気（アオコが植物であることを利用し、光の届かない湖底へ送り込んで不活化する。腐敗を抑えるため、曝気して行う）
3. 硫酸銅などの殺藻剤の利用
4. バクテリアを利用
5. 炭素繊維[5]と鉄を使った除去装置。2011年に館林・つつじが岡公園で実証実験[6][7]。
6. 超音波によりアオコを破壊[8][9][10][11] 、2013年には実証試験が八郎湖で行われた[12][13]。
7. 超高圧水中衝撃波[14]

など様々あるが、低コストで実用的な手法は得られていない。